# Стоунволов напад
|   | a | b | c | d | e | f | g | h |   |
| 8 | d4 white pawn · f4 white pawn · c3 white pawn · d3 white bishop · e3 white pawn · a2 white pawn · b2 white pawn · g2 white pawn · h2 white pawn · a1 white rook · b1 white knight · c1 white bishop · d1 white queen · e1 white king · g1 white knight · h1 white rook | d4 white pawn · f4 white pawn · c3 white pawn · d3 white bishop · e3 white pawn · a2 white pawn · b2 white pawn · g2 white pawn · h2 white pawn · a1 white rook · b1 white knight · c1 white bishop · d1 white queen · e1 white king · g1 white knight · h1 white rook | d4 white pawn · f4 white pawn · c3 white pawn · d3 white bishop · e3 white pawn · a2 white pawn · b2 white pawn · g2 white pawn · h2 white pawn · a1 white rook · b1 white knight · c1 white bishop · d1 white queen · e1 white king · g1 white knight · h1 white rook | d4 white pawn · f4 white pawn · c3 white pawn · d3 white bishop · e3 white pawn · a2 white pawn · b2 white pawn · g2 white pawn · h2 white pawn · a1 white rook · b1 white knight · c1 white bishop · d1 white queen · e1 white king · g1 white knight · h1 white rook | d4 white pawn · f4 white pawn · c3 white pawn · d3 white bishop · e3 white pawn · a2 white pawn · b2 white pawn · g2 white pawn · h2 white pawn · a1 white rook · b1 white knight · c1 white bishop · d1 white queen · e1 white king · g1 white knight · h1 white rook | d4 white pawn · f4 white pawn · c3 white pawn · d3 white bishop · e3 white pawn · a2 white pawn · b2 white pawn · g2 white pawn · h2 white pawn · a1 white rook · b1 white knight · c1 white bishop · d1 white queen · e1 white king · g1 white knight · h1 white rook | d4 white pawn · f4 white pawn · c3 white pawn · d3 white bishop · e3 white pawn · a2 white pawn · b2 white pawn · g2 white pawn · h2 white pawn · a1 white rook · b1 white knight · c1 white bishop · d1 white queen · e1 white king · g1 white knight · h1 white rook | d4 white pawn · f4 white pawn · c3 white pawn · d3 white bishop · e3 white pawn · a2 white pawn · b2 white pawn · g2 white pawn · h2 white pawn · a1 white rook · b1 white knight · c1 white bishop · d1 white queen · e1 white king · g1 white knight · h1 white rook | 8 |
| 7 | d4 white pawn · f4 white pawn · c3 white pawn · d3 white bishop · e3 white pawn · a2 white pawn · b2 white pawn · g2 white pawn · h2 white pawn · a1 white rook · b1 white knight · c1 white bishop · d1 white queen · e1 white king · g1 white knight · h1 white rook | d4 white pawn · f4 white pawn · c3 white pawn · d3 white bishop · e3 white pawn · a2 white pawn · b2 white pawn · g2 white pawn · h2 white pawn · a1 white rook · b1 white knight · c1 white bishop · d1 white queen · e1 white king · g1 white knight · h1 white rook | d4 white pawn · f4 white pawn · c3 white pawn · d3 white bishop · e3 white pawn · a2 white pawn · b2 white pawn · g2 white pawn · h2 white pawn · a1 white rook · b1 white knight · c1 white bishop · d1 white queen · e1 white king · g1 white knight · h1 white rook | d4 white pawn · f4 white pawn · c3 white pawn · d3 white bishop · e3 white pawn · a2 white pawn · b2 white pawn · g2 white pawn · h2 white pawn · a1 white rook · b1 white knight · c1 white bishop · d1 white queen · e1 white king · g1 white knight · h1 white rook | d4 white pawn · f4 white pawn · c3 white pawn · d3 white bishop · e3 white pawn · a2 white pawn · b2 white pawn · g2 white pawn · h2 white pawn · a1 white rook · b1 white knight · c1 white bishop · d1 white queen · e1 white king · g1 white knight · h1 white rook | d4 white pawn · f4 white pawn · c3 white pawn · d3 white bishop · e3 white pawn · a2 white pawn · b2 white pawn · g2 white pawn · h2 white pawn · a1 white rook · b1 white knight · c1 white bishop · d1 white queen · e1 white king · g1 white knight · h1 white rook | d4 white pawn · f4 white pawn · c3 white pawn · d3 white bishop · e3 white pawn · a2 white pawn · b2 white pawn · g2 white pawn · h2 white pawn · a1 white rook · b1 white knight · c1 white bishop · d1 white queen · e1 white king · g1 white knight · h1 white rook | d4 white pawn · f4 white pawn · c3 white pawn · d3 white bishop · e3 white pawn · a2 white pawn · b2 white pawn · g2 white pawn · h2 white pawn · a1 white rook · b1 white knight · c1 white bishop · d1 white queen · e1 white king · g1 white knight · h1 white rook | 7 |
| 6 | d4 white pawn · f4 white pawn · c3 white pawn · d3 white bishop · e3 white pawn · a2 white pawn · b2 white pawn · g2 white pawn · h2 white pawn · a1 white rook · b1 white knight · c1 white bishop · d1 white queen · e1 white king · g1 white knight · h1 white rook | d4 white pawn · f4 white pawn · c3 white pawn · d3 white bishop · e3 white pawn · a2 white pawn · b2 white pawn · g2 white pawn · h2 white pawn · a1 white rook · b1 white knight · c1 white bishop · d1 white queen · e1 white king · g1 white knight · h1 white rook | d4 white pawn · f4 white pawn · c3 white pawn · d3 white bishop · e3 white pawn · a2 white pawn · b2 white pawn · g2 white pawn · h2 white pawn · a1 white rook · b1 white knight · c1 white bishop · d1 white queen · e1 white king · g1 white knight · h1 white rook | d4 white pawn · f4 white pawn · c3 white pawn · d3 white bishop · e3 white pawn · a2 white pawn · b2 white pawn · g2 white pawn · h2 white pawn · a1 white rook · b1 white knight · c1 white bishop · d1 white queen · e1 white king · g1 white knight · h1 white rook | d4 white pawn · f4 white pawn · c3 white pawn · d3 white bishop · e3 white pawn · a2 white pawn · b2 white pawn · g2 white pawn · h2 white pawn · a1 white rook · b1 white knight · c1 white bishop · d1 white queen · e1 white king · g1 white knight · h1 white rook | d4 white pawn · f4 white pawn · c3 white pawn · d3 white bishop · e3 white pawn · a2 white pawn · b2 white pawn · g2 white pawn · h2 white pawn · a1 white rook · b1 white knight · c1 white bishop · d1 white queen · e1 white king · g1 white knight · h1 white rook | d4 white pawn · f4 white pawn · c3 white pawn · d3 white bishop · e3 white pawn · a2 white pawn · b2 white pawn · g2 white pawn · h2 white pawn · a1 white rook · b1 white knight · c1 white bishop · d1 white queen · e1 white king · g1 white knight · h1 white rook | d4 white pawn · f4 white pawn · c3 white pawn · d3 white bishop · e3 white pawn · a2 white pawn · b2 white pawn · g2 white pawn · h2 white pawn · a1 white rook · b1 white knight · c1 white bishop · d1 white queen · e1 white king · g1 white knight · h1 white rook | 6 |
| 5 | d4 white pawn · f4 white pawn · c3 white pawn · d3 white bishop · e3 white pawn · a2 white pawn · b2 white pawn · g2 white pawn · h2 white pawn · a1 white rook · b1 white knight · c1 white bishop · d1 white queen · e1 white king · g1 white knight · h1 white rook | d4 white pawn · f4 white pawn · c3 white pawn · d3 white bishop · e3 white pawn · a2 white pawn · b2 white pawn · g2 white pawn · h2 white pawn · a1 white rook · b1 white knight · c1 white bishop · d1 white queen · e1 white king · g1 white knight · h1 white rook | d4 white pawn · f4 white pawn · c3 white pawn · d3 white bishop · e3 white pawn · a2 white pawn · b2 white pawn · g2 white pawn · h2 white pawn · a1 white rook · b1 white knight · c1 white bishop · d1 white queen · e1 white king · g1 white knight · h1 white rook | d4 white pawn · f4 white pawn · c3 white pawn · d3 white bishop · e3 white pawn · a2 white pawn · b2 white pawn · g2 white pawn · h2 white pawn · a1 white rook · b1 white knight · c1 white bishop · d1 white queen · e1 white king · g1 white knight · h1 white rook | d4 white pawn · f4 white pawn · c3 white pawn · d3 white bishop · e3 white pawn · a2 white pawn · b2 white pawn · g2 white pawn · h2 white pawn · a1 white rook · b1 white knight · c1 white bishop · d1 white queen · e1 white king · g1 white knight · h1 white rook | d4 white pawn · f4 white pawn · c3 white pawn · d3 white bishop · e3 white pawn · a2 white pawn · b2 white pawn · g2 white pawn · h2 white pawn · a1 white rook · b1 white knight · c1 white bishop · d1 white queen · e1 white king · g1 white knight · h1 white rook | d4 white pawn · f4 white pawn · c3 white pawn · d3 white bishop · e3 white pawn · a2 white pawn · b2 white pawn · g2 white pawn · h2 white pawn · a1 white rook · b1 white knight · c1 white bishop · d1 white queen · e1 white king · g1 white knight · h1 white rook | d4 white pawn · f4 white pawn · c3 white pawn · d3 white bishop · e3 white pawn · a2 white pawn · b2 white pawn · g2 white pawn · h2 white pawn · a1 white rook · b1 white knight · c1 white bishop · d1 white queen · e1 white king · g1 white knight · h1 white rook | 5 |
| 4 | d4 white pawn · f4 white pawn · c3 white pawn · d3 white bishop · e3 white pawn · a2 white pawn · b2 white pawn · g2 white pawn · h2 white pawn · a1 white rook · b1 white knight · c1 white bishop · d1 white queen · e1 white king · g1 white knight · h1 white rook | d4 white pawn · f4 white pawn · c3 white pawn · d3 white bishop · e3 white pawn · a2 white pawn · b2 white pawn · g2 white pawn · h2 white pawn · a1 white rook · b1 white knight · c1 white bishop · d1 white queen · e1 white king · g1 white knight · h1 white rook | d4 white pawn · f4 white pawn · c3 white pawn · d3 white bishop · e3 white pawn · a2 white pawn · b2 white pawn · g2 white pawn · h2 white pawn · a1 white rook · b1 white knight · c1 white bishop · d1 white queen · e1 white king · g1 white knight · h1 white rook | d4 white pawn · f4 white pawn · c3 white pawn · d3 white bishop · e3 white pawn · a2 white pawn · b2 white pawn · g2 white pawn · h2 white pawn · a1 white rook · b1 white knight · c1 white bishop · d1 white queen · e1 white king · g1 white knight · h1 white rook | d4 white pawn · f4 white pawn · c3 white pawn · d3 white bishop · e3 white pawn · a2 white pawn · b2 white pawn · g2 white pawn · h2 white pawn · a1 white rook · b1 white knight · c1 white bishop · d1 white queen · e1 white king · g1 white knight · h1 white rook | d4 white pawn · f4 white pawn · c3 white pawn · d3 white bishop · e3 white pawn · a2 white pawn · b2 white pawn · g2 white pawn · h2 white pawn · a1 white rook · b1 white knight · c1 white bishop · d1 white queen · e1 white king · g1 white knight · h1 white rook | d4 white pawn · f4 white pawn · c3 white pawn · d3 white bishop · e3 white pawn · a2 white pawn · b2 white pawn · g2 white pawn · h2 white pawn · a1 white rook · b1 white knight · c1 white bishop · d1 white queen · e1 white king · g1 white knight · h1 white rook | d4 white pawn · f4 white pawn · c3 white pawn · d3 white bishop · e3 white pawn · a2 white pawn · b2 white pawn · g2 white pawn · h2 white pawn · a1 white rook · b1 white knight · c1 white bishop · d1 white queen · e1 white king · g1 white knight · h1 white rook | 4 |
| 3 | d4 white pawn · f4 white pawn · c3 white pawn · d3 white bishop · e3 white pawn · a2 white pawn · b2 white pawn · g2 white pawn · h2 white pawn · a1 white rook · b1 white knight · c1 white bishop · d1 white queen · e1 white king · g1 white knight · h1 white rook | d4 white pawn · f4 white pawn · c3 white pawn · d3 white bishop · e3 white pawn · a2 white pawn · b2 white pawn · g2 white pawn · h2 white pawn · a1 white rook · b1 white knight · c1 white bishop · d1 white queen · e1 white king · g1 white knight · h1 white rook | d4 white pawn · f4 white pawn · c3 white pawn · d3 white bishop · e3 white pawn · a2 white pawn · b2 white pawn · g2 white pawn · h2 white pawn · a1 white rook · b1 white knight · c1 white bishop · d1 white queen · e1 white king · g1 white knight · h1 white rook | d4 white pawn · f4 white pawn · c3 white pawn · d3 white bishop · e3 white pawn · a2 white pawn · b2 white pawn · g2 white pawn · h2 white pawn · a1 white rook · b1 white knight · c1 white bishop · d1 white queen · e1 white king · g1 white knight · h1 white rook | d4 white pawn · f4 white pawn · c3 white pawn · d3 white bishop · e3 white pawn · a2 white pawn · b2 white pawn · g2 white pawn · h2 white pawn · a1 white rook · b1 white knight · c1 white bishop · d1 white queen · e1 white king · g1 white knight · h1 white rook | d4 white pawn · f4 white pawn · c3 white pawn · d3 white bishop · e3 white pawn · a2 white pawn · b2 white pawn · g2 white pawn · h2 white pawn · a1 white rook · b1 white knight · c1 white bishop · d1 white queen · e1 white king · g1 white knight · h1 white rook | d4 white pawn · f4 white pawn · c3 white pawn · d3 white bishop · e3 white pawn · a2 white pawn · b2 white pawn · g2 white pawn · h2 white pawn · a1 white rook · b1 white knight · c1 white bishop · d1 white queen · e1 white king · g1 white knight · h1 white rook | d4 white pawn · f4 white pawn · c3 white pawn · d3 white bishop · e3 white pawn · a2 white pawn · b2 white pawn · g2 white pawn · h2 white pawn · a1 white rook · b1 white knight · c1 white bishop · d1 white queen · e1 white king · g1 white knight · h1 white rook | 3 |
| 2 | d4 white pawn · f4 white pawn · c3 white pawn · d3 white bishop · e3 white pawn · a2 white pawn · b2 white pawn · g2 white pawn · h2 white pawn · a1 white rook · b1 white knight · c1 white bishop · d1 white queen · e1 white king · g1 white knight · h1 white rook | d4 white pawn · f4 white pawn · c3 white pawn · d3 white bishop · e3 white pawn · a2 white pawn · b2 white pawn · g2 white pawn · h2 white pawn · a1 white rook · b1 white knight · c1 white bishop · d1 white queen · e1 white king · g1 white knight · h1 white rook | d4 white pawn · f4 white pawn · c3 white pawn · d3 white bishop · e3 white pawn · a2 white pawn · b2 white pawn · g2 white pawn · h2 white pawn · a1 white rook · b1 white knight · c1 white bishop · d1 white queen · e1 white king · g1 white knight · h1 white rook | d4 white pawn · f4 white pawn · c3 white pawn · d3 white bishop · e3 white pawn · a2 white pawn · b2 white pawn · g2 white pawn · h2 white pawn · a1 white rook · b1 white knight · c1 white bishop · d1 white queen · e1 white king · g1 white knight · h1 white rook | d4 white pawn · f4 white pawn · c3 white pawn · d3 white bishop · e3 white pawn · a2 white pawn · b2 white pawn · g2 white pawn · h2 white pawn · a1 white rook · b1 white knight · c1 white bishop · d1 white queen · e1 white king · g1 white knight · h1 white rook | d4 white pawn · f4 white pawn · c3 white pawn · d3 white bishop · e3 white pawn · a2 white pawn · b2 white pawn · g2 white pawn · h2 white pawn · a1 white rook · b1 white knight · c1 white bishop · d1 white queen · e1 white king · g1 white knight · h1 white rook | d4 white pawn · f4 white pawn · c3 white pawn · d3 white bishop · e3 white pawn · a2 white pawn · b2 white pawn · g2 white pawn · h2 white pawn · a1 white rook · b1 white knight · c1 white bishop · d1 white queen · e1 white king · g1 white knight · h1 white rook | d4 white pawn · f4 white pawn · c3 white pawn · d3 white bishop · e3 white pawn · a2 white pawn · b2 white pawn · g2 white pawn · h2 white pawn · a1 white rook · b1 white knight · c1 white bishop · d1 white queen · e1 white king · g1 white knight · h1 white rook | 2 |
| 1 | d4 white pawn · f4 white pawn · c3 white pawn · d3 white bishop · e3 white pawn · a2 white pawn · b2 white pawn · g2 white pawn · h2 white pawn · a1 white rook · b1 white knight · c1 white bishop · d1 white queen · e1 white king · g1 white knight · h1 white rook | d4 white pawn · f4 white pawn · c3 white pawn · d3 white bishop · e3 white pawn · a2 white pawn · b2 white pawn · g2 white pawn · h2 white pawn · a1 white rook · b1 white knight · c1 white bishop · d1 white queen · e1 white king · g1 white knight · h1 white rook | d4 white pawn · f4 white pawn · c3 white pawn · d3 white bishop · e3 white pawn · a2 white pawn · b2 white pawn · g2 white pawn · h2 white pawn · a1 white rook · b1 white knight · c1 white bishop · d1 white queen · e1 white king · g1 white knight · h1 white rook | d4 white pawn · f4 white pawn · c3 white pawn · d3 white bishop · e3 white pawn · a2 white pawn · b2 white pawn · g2 white pawn · h2 white pawn · a1 white rook · b1 white knight · c1 white bishop · d1 white queen · e1 white king · g1 white knight · h1 white rook | d4 white pawn · f4 white pawn · c3 white pawn · d3 white bishop · e3 white pawn · a2 white pawn · b2 white pawn · g2 white pawn · h2 white pawn · a1 white rook · b1 white knight · c1 white bishop · d1 white queen · e1 white king · g1 white knight · h1 white rook | d4 white pawn · f4 white pawn · c3 white pawn · d3 white bishop · e3 white pawn · a2 white pawn · b2 white pawn · g2 white pawn · h2 white pawn · a1 white rook · b1 white knight · c1 white bishop · d1 white queen · e1 white king · g1 white knight · h1 white rook | d4 white pawn · f4 white pawn · c3 white pawn · d3 white bishop · e3 white pawn · a2 white pawn · b2 white pawn · g2 white pawn · h2 white pawn · a1 white rook · b1 white knight · c1 white bishop · d1 white queen · e1 white king · g1 white knight · h1 white rook | d4 white pawn · f4 white pawn · c3 white pawn · d3 white bishop · e3 white pawn · a2 white pawn · b2 white pawn · g2 white pawn · h2 white pawn · a1 white rook · b1 white knight · c1 white bishop · d1 white queen · e1 white king · g1 white knight · h1 white rook | 1 |
|   | a | b | c | d | e | f | g | h |   |

Стонвелов напад је шаховско отварање окарактерисано од бијелога играјући његовим пјешацима до д4 и e3, играјући Лд3, Сд2, и онда играјучи пјешацима до ц3 и онда ф4; иако се ти потези не играју тим редослиједом. Стонвел је систем; покушава да постигне веома специфичну пјешачку формацију, умјесто да покушава запамтити дуге линије различитих варијантара. Ако бијели поднесе Стонвелу формацију, то се зове Стонвелов напад, без обзира како се црни одлучио на одбрану против њега. Када црни постави Стонвалу формацију, са пјешацима на ц6, д5, e6 и ф5, онда је то варијанта холандске одбране. gives the following as a main line: 1.d4 d5 2.e3 Nf6 3.Bd3 c5 4.c3 Nc6 5.f4. 

## ECO
Будући да се Стонвелов систем користи против разних одбрана црнога, Енциклопедија шахоцских отварања има проблем класификовати то. Међу кориштеним кодовима су D00 (када црни игра д5), A45, и A03 (код за бирдово отварање).

## Примјер игре
|   | a | b | c | d | e | f | g | h |   |
| 8 | a8 black rook · f8 black rook · g8 black king · a7 black pawn · b7 black bishop · c7 black queen · d7 black knight · g7 black pawn · b6 black pawn · c6 black knight · d6 black bishop · e6 black pawn · g6 white pawn · c5 black pawn · d5 black pawn · e5 black pawn · h5 white queen · d4 white pawn · f4 white pawn · c3 white pawn · e3 white pawn · h3 white rook · a2 white pawn · b2 white pawn · d2 white knight · h2 white pawn · a1 white rook · c1 white bishop · g1 white king | a8 black rook · f8 black rook · g8 black king · a7 black pawn · b7 black bishop · c7 black queen · d7 black knight · g7 black pawn · b6 black pawn · c6 black knight · d6 black bishop · e6 black pawn · g6 white pawn · c5 black pawn · d5 black pawn · e5 black pawn · h5 white queen · d4 white pawn · f4 white pawn · c3 white pawn · e3 white pawn · h3 white rook · a2 white pawn · b2 white pawn · d2 white knight · h2 white pawn · a1 white rook · c1 white bishop · g1 white king | a8 black rook · f8 black rook · g8 black king · a7 black pawn · b7 black bishop · c7 black queen · d7 black knight · g7 black pawn · b6 black pawn · c6 black knight · d6 black bishop · e6 black pawn · g6 white pawn · c5 black pawn · d5 black pawn · e5 black pawn · h5 white queen · d4 white pawn · f4 white pawn · c3 white pawn · e3 white pawn · h3 white rook · a2 white pawn · b2 white pawn · d2 white knight · h2 white pawn · a1 white rook · c1 white bishop · g1 white king | a8 black rook · f8 black rook · g8 black king · a7 black pawn · b7 black bishop · c7 black queen · d7 black knight · g7 black pawn · b6 black pawn · c6 black knight · d6 black bishop · e6 black pawn · g6 white pawn · c5 black pawn · d5 black pawn · e5 black pawn · h5 white queen · d4 white pawn · f4 white pawn · c3 white pawn · e3 white pawn · h3 white rook · a2 white pawn · b2 white pawn · d2 white knight · h2 white pawn · a1 white rook · c1 white bishop · g1 white king | a8 black rook · f8 black rook · g8 black king · a7 black pawn · b7 black bishop · c7 black queen · d7 black knight · g7 black pawn · b6 black pawn · c6 black knight · d6 black bishop · e6 black pawn · g6 white pawn · c5 black pawn · d5 black pawn · e5 black pawn · h5 white queen · d4 white pawn · f4 white pawn · c3 white pawn · e3 white pawn · h3 white rook · a2 white pawn · b2 white pawn · d2 white knight · h2 white pawn · a1 white rook · c1 white bishop · g1 white king | a8 black rook · f8 black rook · g8 black king · a7 black pawn · b7 black bishop · c7 black queen · d7 black knight · g7 black pawn · b6 black pawn · c6 black knight · d6 black bishop · e6 black pawn · g6 white pawn · c5 black pawn · d5 black pawn · e5 black pawn · h5 white queen · d4 white pawn · f4 white pawn · c3 white pawn · e3 white pawn · h3 white rook · a2 white pawn · b2 white pawn · d2 white knight · h2 white pawn · a1 white rook · c1 white bishop · g1 white king | a8 black rook · f8 black rook · g8 black king · a7 black pawn · b7 black bishop · c7 black queen · d7 black knight · g7 black pawn · b6 black pawn · c6 black knight · d6 black bishop · e6 black pawn · g6 white pawn · c5 black pawn · d5 black pawn · e5 black pawn · h5 white queen · d4 white pawn · f4 white pawn · c3 white pawn · e3 white pawn · h3 white rook · a2 white pawn · b2 white pawn · d2 white knight · h2 white pawn · a1 white rook · c1 white bishop · g1 white king | a8 black rook · f8 black rook · g8 black king · a7 black pawn · b7 black bishop · c7 black queen · d7 black knight · g7 black pawn · b6 black pawn · c6 black knight · d6 black bishop · e6 black pawn · g6 white pawn · c5 black pawn · d5 black pawn · e5 black pawn · h5 white queen · d4 white pawn · f4 white pawn · c3 white pawn · e3 white pawn · h3 white rook · a2 white pawn · b2 white pawn · d2 white knight · h2 white pawn · a1 white rook · c1 white bishop · g1 white king | 8 |
| 7 | a8 black rook · f8 black rook · g8 black king · a7 black pawn · b7 black bishop · c7 black queen · d7 black knight · g7 black pawn · b6 black pawn · c6 black knight · d6 black bishop · e6 black pawn · g6 white pawn · c5 black pawn · d5 black pawn · e5 black pawn · h5 white queen · d4 white pawn · f4 white pawn · c3 white pawn · e3 white pawn · h3 white rook · a2 white pawn · b2 white pawn · d2 white knight · h2 white pawn · a1 white rook · c1 white bishop · g1 white king | a8 black rook · f8 black rook · g8 black king · a7 black pawn · b7 black bishop · c7 black queen · d7 black knight · g7 black pawn · b6 black pawn · c6 black knight · d6 black bishop · e6 black pawn · g6 white pawn · c5 black pawn · d5 black pawn · e5 black pawn · h5 white queen · d4 white pawn · f4 white pawn · c3 white pawn · e3 white pawn · h3 white rook · a2 white pawn · b2 white pawn · d2 white knight · h2 white pawn · a1 white rook · c1 white bishop · g1 white king | a8 black rook · f8 black rook · g8 black king · a7 black pawn · b7 black bishop · c7 black queen · d7 black knight · g7 black pawn · b6 black pawn · c6 black knight · d6 black bishop · e6 black pawn · g6 white pawn · c5 black pawn · d5 black pawn · e5 black pawn · h5 white queen · d4 white pawn · f4 white pawn · c3 white pawn · e3 white pawn · h3 white rook · a2 white pawn · b2 white pawn · d2 white knight · h2 white pawn · a1 white rook · c1 white bishop · g1 white king | a8 black rook · f8 black rook · g8 black king · a7 black pawn · b7 black bishop · c7 black queen · d7 black knight · g7 black pawn · b6 black pawn · c6 black knight · d6 black bishop · e6 black pawn · g6 white pawn · c5 black pawn · d5 black pawn · e5 black pawn · h5 white queen · d4 white pawn · f4 white pawn · c3 white pawn · e3 white pawn · h3 white rook · a2 white pawn · b2 white pawn · d2 white knight · h2 white pawn · a1 white rook · c1 white bishop · g1 white king | a8 black rook · f8 black rook · g8 black king · a7 black pawn · b7 black bishop · c7 black queen · d7 black knight · g7 black pawn · b6 black pawn · c6 black knight · d6 black bishop · e6 black pawn · g6 white pawn · c5 black pawn · d5 black pawn · e5 black pawn · h5 white queen · d4 white pawn · f4 white pawn · c3 white pawn · e3 white pawn · h3 white rook · a2 white pawn · b2 white pawn · d2 white knight · h2 white pawn · a1 white rook · c1 white bishop · g1 white king | a8 black rook · f8 black rook · g8 black king · a7 black pawn · b7 black bishop · c7 black queen · d7 black knight · g7 black pawn · b6 black pawn · c6 black knight · d6 black bishop · e6 black pawn · g6 white pawn · c5 black pawn · d5 black pawn · e5 black pawn · h5 white queen · d4 white pawn · f4 white pawn · c3 white pawn · e3 white pawn · h3 white rook · a2 white pawn · b2 white pawn · d2 white knight · h2 white pawn · a1 white rook · c1 white bishop · g1 white king | a8 black rook · f8 black rook · g8 black king · a7 black pawn · b7 black bishop · c7 black queen · d7 black knight · g7 black pawn · b6 black pawn · c6 black knight · d6 black bishop · e6 black pawn · g6 white pawn · c5 black pawn · d5 black pawn · e5 black pawn · h5 white queen · d4 white pawn · f4 white pawn · c3 white pawn · e3 white pawn · h3 white rook · a2 white pawn · b2 white pawn · d2 white knight · h2 white pawn · a1 white rook · c1 white bishop · g1 white king | a8 black rook · f8 black rook · g8 black king · a7 black pawn · b7 black bishop · c7 black queen · d7 black knight · g7 black pawn · b6 black pawn · c6 black knight · d6 black bishop · e6 black pawn · g6 white pawn · c5 black pawn · d5 black pawn · e5 black pawn · h5 white queen · d4 white pawn · f4 white pawn · c3 white pawn · e3 white pawn · h3 white rook · a2 white pawn · b2 white pawn · d2 white knight · h2 white pawn · a1 white rook · c1 white bishop · g1 white king | 7 |
| 6 | a8 black rook · f8 black rook · g8 black king · a7 black pawn · b7 black bishop · c7 black queen · d7 black knight · g7 black pawn · b6 black pawn · c6 black knight · d6 black bishop · e6 black pawn · g6 white pawn · c5 black pawn · d5 black pawn · e5 black pawn · h5 white queen · d4 white pawn · f4 white pawn · c3 white pawn · e3 white pawn · h3 white rook · a2 white pawn · b2 white pawn · d2 white knight · h2 white pawn · a1 white rook · c1 white bishop · g1 white king | a8 black rook · f8 black rook · g8 black king · a7 black pawn · b7 black bishop · c7 black queen · d7 black knight · g7 black pawn · b6 black pawn · c6 black knight · d6 black bishop · e6 black pawn · g6 white pawn · c5 black pawn · d5 black pawn · e5 black pawn · h5 white queen · d4 white pawn · f4 white pawn · c3 white pawn · e3 white pawn · h3 white rook · a2 white pawn · b2 white pawn · d2 white knight · h2 white pawn · a1 white rook · c1 white bishop · g1 white king | a8 black rook · f8 black rook · g8 black king · a7 black pawn · b7 black bishop · c7 black queen · d7 black knight · g7 black pawn · b6 black pawn · c6 black knight · d6 black bishop · e6 black pawn · g6 white pawn · c5 black pawn · d5 black pawn · e5 black pawn · h5 white queen · d4 white pawn · f4 white pawn · c3 white pawn · e3 white pawn · h3 white rook · a2 white pawn · b2 white pawn · d2 white knight · h2 white pawn · a1 white rook · c1 white bishop · g1 white king | a8 black rook · f8 black rook · g8 black king · a7 black pawn · b7 black bishop · c7 black queen · d7 black knight · g7 black pawn · b6 black pawn · c6 black knight · d6 black bishop · e6 black pawn · g6 white pawn · c5 black pawn · d5 black pawn · e5 black pawn · h5 white queen · d4 white pawn · f4 white pawn · c3 white pawn · e3 white pawn · h3 white rook · a2 white pawn · b2 white pawn · d2 white knight · h2 white pawn · a1 white rook · c1 white bishop · g1 white king | a8 black rook · f8 black rook · g8 black king · a7 black pawn · b7 black bishop · c7 black queen · d7 black knight · g7 black pawn · b6 black pawn · c6 black knight · d6 black bishop · e6 black pawn · g6 white pawn · c5 black pawn · d5 black pawn · e5 black pawn · h5 white queen · d4 white pawn · f4 white pawn · c3 white pawn · e3 white pawn · h3 white rook · a2 white pawn · b2 white pawn · d2 white knight · h2 white pawn · a1 white rook · c1 white bishop · g1 white king | a8 black rook · f8 black rook · g8 black king · a7 black pawn · b7 black bishop · c7 black queen · d7 black knight · g7 black pawn · b6 black pawn · c6 black knight · d6 black bishop · e6 black pawn · g6 white pawn · c5 black pawn · d5 black pawn · e5 black pawn · h5 white queen · d4 white pawn · f4 white pawn · c3 white pawn · e3 white pawn · h3 white rook · a2 white pawn · b2 white pawn · d2 white knight · h2 white pawn · a1 white rook · c1 white bishop · g1 white king | a8 black rook · f8 black rook · g8 black king · a7 black pawn · b7 black bishop · c7 black queen · d7 black knight · g7 black pawn · b6 black pawn · c6 black knight · d6 black bishop · e6 black pawn · g6 white pawn · c5 black pawn · d5 black pawn · e5 black pawn · h5 white queen · d4 white pawn · f4 white pawn · c3 white pawn · e3 white pawn · h3 white rook · a2 white pawn · b2 white pawn · d2 white knight · h2 white pawn · a1 white rook · c1 white bishop · g1 white king | a8 black rook · f8 black rook · g8 black king · a7 black pawn · b7 black bishop · c7 black queen · d7 black knight · g7 black pawn · b6 black pawn · c6 black knight · d6 black bishop · e6 black pawn · g6 white pawn · c5 black pawn · d5 black pawn · e5 black pawn · h5 white queen · d4 white pawn · f4 white pawn · c3 white pawn · e3 white pawn · h3 white rook · a2 white pawn · b2 white pawn · d2 white knight · h2 white pawn · a1 white rook · c1 white bishop · g1 white king | 6 |
| 5 | a8 black rook · f8 black rook · g8 black king · a7 black pawn · b7 black bishop · c7 black queen · d7 black knight · g7 black pawn · b6 black pawn · c6 black knight · d6 black bishop · e6 black pawn · g6 white pawn · c5 black pawn · d5 black pawn · e5 black pawn · h5 white queen · d4 white pawn · f4 white pawn · c3 white pawn · e3 white pawn · h3 white rook · a2 white pawn · b2 white pawn · d2 white knight · h2 white pawn · a1 white rook · c1 white bishop · g1 white king | a8 black rook · f8 black rook · g8 black king · a7 black pawn · b7 black bishop · c7 black queen · d7 black knight · g7 black pawn · b6 black pawn · c6 black knight · d6 black bishop · e6 black pawn · g6 white pawn · c5 black pawn · d5 black pawn · e5 black pawn · h5 white queen · d4 white pawn · f4 white pawn · c3 white pawn · e3 white pawn · h3 white rook · a2 white pawn · b2 white pawn · d2 white knight · h2 white pawn · a1 white rook · c1 white bishop · g1 white king | a8 black rook · f8 black rook · g8 black king · a7 black pawn · b7 black bishop · c7 black queen · d7 black knight · g7 black pawn · b6 black pawn · c6 black knight · d6 black bishop · e6 black pawn · g6 white pawn · c5 black pawn · d5 black pawn · e5 black pawn · h5 white queen · d4 white pawn · f4 white pawn · c3 white pawn · e3 white pawn · h3 white rook · a2 white pawn · b2 white pawn · d2 white knight · h2 white pawn · a1 white rook · c1 white bishop · g1 white king | a8 black rook · f8 black rook · g8 black king · a7 black pawn · b7 black bishop · c7 black queen · d7 black knight · g7 black pawn · b6 black pawn · c6 black knight · d6 black bishop · e6 black pawn · g6 white pawn · c5 black pawn · d5 black pawn · e5 black pawn · h5 white queen · d4 white pawn · f4 white pawn · c3 white pawn · e3 white pawn · h3 white rook · a2 white pawn · b2 white pawn · d2 white knight · h2 white pawn · a1 white rook · c1 white bishop · g1 white king | a8 black rook · f8 black rook · g8 black king · a7 black pawn · b7 black bishop · c7 black queen · d7 black knight · g7 black pawn · b6 black pawn · c6 black knight · d6 black bishop · e6 black pawn · g6 white pawn · c5 black pawn · d5 black pawn · e5 black pawn · h5 white queen · d4 white pawn · f4 white pawn · c3 white pawn · e3 white pawn · h3 white rook · a2 white pawn · b2 white pawn · d2 white knight · h2 white pawn · a1 white rook · c1 white bishop · g1 white king | a8 black rook · f8 black rook · g8 black king · a7 black pawn · b7 black bishop · c7 black queen · d7 black knight · g7 black pawn · b6 black pawn · c6 black knight · d6 black bishop · e6 black pawn · g6 white pawn · c5 black pawn · d5 black pawn · e5 black pawn · h5 white queen · d4 white pawn · f4 white pawn · c3 white pawn · e3 white pawn · h3 white rook · a2 white pawn · b2 white pawn · d2 white knight · h2 white pawn · a1 white rook · c1 white bishop · g1 white king | a8 black rook · f8 black rook · g8 black king · a7 black pawn · b7 black bishop · c7 black queen · d7 black knight · g7 black pawn · b6 black pawn · c6 black knight · d6 black bishop · e6 black pawn · g6 white pawn · c5 black pawn · d5 black pawn · e5 black pawn · h5 white queen · d4 white pawn · f4 white pawn · c3 white pawn · e3 white pawn · h3 white rook · a2 white pawn · b2 white pawn · d2 white knight · h2 white pawn · a1 white rook · c1 white bishop · g1 white king | a8 black rook · f8 black rook · g8 black king · a7 black pawn · b7 black bishop · c7 black queen · d7 black knight · g7 black pawn · b6 black pawn · c6 black knight · d6 black bishop · e6 black pawn · g6 white pawn · c5 black pawn · d5 black pawn · e5 black pawn · h5 white queen · d4 white pawn · f4 white pawn · c3 white pawn · e3 white pawn · h3 white rook · a2 white pawn · b2 white pawn · d2 white knight · h2 white pawn · a1 white rook · c1 white bishop · g1 white king | 5 |
| 4 | a8 black rook · f8 black rook · g8 black king · a7 black pawn · b7 black bishop · c7 black queen · d7 black knight · g7 black pawn · b6 black pawn · c6 black knight · d6 black bishop · e6 black pawn · g6 white pawn · c5 black pawn · d5 black pawn · e5 black pawn · h5 white queen · d4 white pawn · f4 white pawn · c3 white pawn · e3 white pawn · h3 white rook · a2 white pawn · b2 white pawn · d2 white knight · h2 white pawn · a1 white rook · c1 white bishop · g1 white king | a8 black rook · f8 black rook · g8 black king · a7 black pawn · b7 black bishop · c7 black queen · d7 black knight · g7 black pawn · b6 black pawn · c6 black knight · d6 black bishop · e6 black pawn · g6 white pawn · c5 black pawn · d5 black pawn · e5 black pawn · h5 white queen · d4 white pawn · f4 white pawn · c3 white pawn · e3 white pawn · h3 white rook · a2 white pawn · b2 white pawn · d2 white knight · h2 white pawn · a1 white rook · c1 white bishop · g1 white king | a8 black rook · f8 black rook · g8 black king · a7 black pawn · b7 black bishop · c7 black queen · d7 black knight · g7 black pawn · b6 black pawn · c6 black knight · d6 black bishop · e6 black pawn · g6 white pawn · c5 black pawn · d5 black pawn · e5 black pawn · h5 white queen · d4 white pawn · f4 white pawn · c3 white pawn · e3 white pawn · h3 white rook · a2 white pawn · b2 white pawn · d2 white knight · h2 white pawn · a1 white rook · c1 white bishop · g1 white king | a8 black rook · f8 black rook · g8 black king · a7 black pawn · b7 black bishop · c7 black queen · d7 black knight · g7 black pawn · b6 black pawn · c6 black knight · d6 black bishop · e6 black pawn · g6 white pawn · c5 black pawn · d5 black pawn · e5 black pawn · h5 white queen · d4 white pawn · f4 white pawn · c3 white pawn · e3 white pawn · h3 white rook · a2 white pawn · b2 white pawn · d2 white knight · h2 white pawn · a1 white rook · c1 white bishop · g1 white king | a8 black rook · f8 black rook · g8 black king · a7 black pawn · b7 black bishop · c7 black queen · d7 black knight · g7 black pawn · b6 black pawn · c6 black knight · d6 black bishop · e6 black pawn · g6 white pawn · c5 black pawn · d5 black pawn · e5 black pawn · h5 white queen · d4 white pawn · f4 white pawn · c3 white pawn · e3 white pawn · h3 white rook · a2 white pawn · b2 white pawn · d2 white knight · h2 white pawn · a1 white rook · c1 white bishop · g1 white king | a8 black rook · f8 black rook · g8 black king · a7 black pawn · b7 black bishop · c7 black queen · d7 black knight · g7 black pawn · b6 black pawn · c6 black knight · d6 black bishop · e6 black pawn · g6 white pawn · c5 black pawn · d5 black pawn · e5 black pawn · h5 white queen · d4 white pawn · f4 white pawn · c3 white pawn · e3 white pawn · h3 white rook · a2 white pawn · b2 white pawn · d2 white knight · h2 white pawn · a1 white rook · c1 white bishop · g1 white king | a8 black rook · f8 black rook · g8 black king · a7 black pawn · b7 black bishop · c7 black queen · d7 black knight · g7 black pawn · b6 black pawn · c6 black knight · d6 black bishop · e6 black pawn · g6 white pawn · c5 black pawn · d5 black pawn · e5 black pawn · h5 white queen · d4 white pawn · f4 white pawn · c3 white pawn · e3 white pawn · h3 white rook · a2 white pawn · b2 white pawn · d2 white knight · h2 white pawn · a1 white rook · c1 white bishop · g1 white king | a8 black rook · f8 black rook · g8 black king · a7 black pawn · b7 black bishop · c7 black queen · d7 black knight · g7 black pawn · b6 black pawn · c6 black knight · d6 black bishop · e6 black pawn · g6 white pawn · c5 black pawn · d5 black pawn · e5 black pawn · h5 white queen · d4 white pawn · f4 white pawn · c3 white pawn · e3 white pawn · h3 white rook · a2 white pawn · b2 white pawn · d2 white knight · h2 white pawn · a1 white rook · c1 white bishop · g1 white king | 4 |
| 3 | a8 black rook · f8 black rook · g8 black king · a7 black pawn · b7 black bishop · c7 black queen · d7 black knight · g7 black pawn · b6 black pawn · c6 black knight · d6 black bishop · e6 black pawn · g6 white pawn · c5 black pawn · d5 black pawn · e5 black pawn · h5 white queen · d4 white pawn · f4 white pawn · c3 white pawn · e3 white pawn · h3 white rook · a2 white pawn · b2 white pawn · d2 white knight · h2 white pawn · a1 white rook · c1 white bishop · g1 white king | a8 black rook · f8 black rook · g8 black king · a7 black pawn · b7 black bishop · c7 black queen · d7 black knight · g7 black pawn · b6 black pawn · c6 black knight · d6 black bishop · e6 black pawn · g6 white pawn · c5 black pawn · d5 black pawn · e5 black pawn · h5 white queen · d4 white pawn · f4 white pawn · c3 white pawn · e3 white pawn · h3 white rook · a2 white pawn · b2 white pawn · d2 white knight · h2 white pawn · a1 white rook · c1 white bishop · g1 white king | a8 black rook · f8 black rook · g8 black king · a7 black pawn · b7 black bishop · c7 black queen · d7 black knight · g7 black pawn · b6 black pawn · c6 black knight · d6 black bishop · e6 black pawn · g6 white pawn · c5 black pawn · d5 black pawn · e5 black pawn · h5 white queen · d4 white pawn · f4 white pawn · c3 white pawn · e3 white pawn · h3 white rook · a2 white pawn · b2 white pawn · d2 white knight · h2 white pawn · a1 white rook · c1 white bishop · g1 white king | a8 black rook · f8 black rook · g8 black king · a7 black pawn · b7 black bishop · c7 black queen · d7 black knight · g7 black pawn · b6 black pawn · c6 black knight · d6 black bishop · e6 black pawn · g6 white pawn · c5 black pawn · d5 black pawn · e5 black pawn · h5 white queen · d4 white pawn · f4 white pawn · c3 white pawn · e3 white pawn · h3 white rook · a2 white pawn · b2 white pawn · d2 white knight · h2 white pawn · a1 white rook · c1 white bishop · g1 white king | a8 black rook · f8 black rook · g8 black king · a7 black pawn · b7 black bishop · c7 black queen · d7 black knight · g7 black pawn · b6 black pawn · c6 black knight · d6 black bishop · e6 black pawn · g6 white pawn · c5 black pawn · d5 black pawn · e5 black pawn · h5 white queen · d4 white pawn · f4 white pawn · c3 white pawn · e3 white pawn · h3 white rook · a2 white pawn · b2 white pawn · d2 white knight · h2 white pawn · a1 white rook · c1 white bishop · g1 white king | a8 black rook · f8 black rook · g8 black king · a7 black pawn · b7 black bishop · c7 black queen · d7 black knight · g7 black pawn · b6 black pawn · c6 black knight · d6 black bishop · e6 black pawn · g6 white pawn · c5 black pawn · d5 black pawn · e5 black pawn · h5 white queen · d4 white pawn · f4 white pawn · c3 white pawn · e3 white pawn · h3 white rook · a2 white pawn · b2 white pawn · d2 white knight · h2 white pawn · a1 white rook · c1 white bishop · g1 white king | a8 black rook · f8 black rook · g8 black king · a7 black pawn · b7 black bishop · c7 black queen · d7 black knight · g7 black pawn · b6 black pawn · c6 black knight · d6 black bishop · e6 black pawn · g6 white pawn · c5 black pawn · d5 black pawn · e5 black pawn · h5 white queen · d4 white pawn · f4 white pawn · c3 white pawn · e3 white pawn · h3 white rook · a2 white pawn · b2 white pawn · d2 white knight · h2 white pawn · a1 white rook · c1 white bishop · g1 white king | a8 black rook · f8 black rook · g8 black king · a7 black pawn · b7 black bishop · c7 black queen · d7 black knight · g7 black pawn · b6 black pawn · c6 black knight · d6 black bishop · e6 black pawn · g6 white pawn · c5 black pawn · d5 black pawn · e5 black pawn · h5 white queen · d4 white pawn · f4 white pawn · c3 white pawn · e3 white pawn · h3 white rook · a2 white pawn · b2 white pawn · d2 white knight · h2 white pawn · a1 white rook · c1 white bishop · g1 white king | 3 |
| 2 | a8 black rook · f8 black rook · g8 black king · a7 black pawn · b7 black bishop · c7 black queen · d7 black knight · g7 black pawn · b6 black pawn · c6 black knight · d6 black bishop · e6 black pawn · g6 white pawn · c5 black pawn · d5 black pawn · e5 black pawn · h5 white queen · d4 white pawn · f4 white pawn · c3 white pawn · e3 white pawn · h3 white rook · a2 white pawn · b2 white pawn · d2 white knight · h2 white pawn · a1 white rook · c1 white bishop · g1 white king | a8 black rook · f8 black rook · g8 black king · a7 black pawn · b7 black bishop · c7 black queen · d7 black knight · g7 black pawn · b6 black pawn · c6 black knight · d6 black bishop · e6 black pawn · g6 white pawn · c5 black pawn · d5 black pawn · e5 black pawn · h5 white queen · d4 white pawn · f4 white pawn · c3 white pawn · e3 white pawn · h3 white rook · a2 white pawn · b2 white pawn · d2 white knight · h2 white pawn · a1 white rook · c1 white bishop · g1 white king | a8 black rook · f8 black rook · g8 black king · a7 black pawn · b7 black bishop · c7 black queen · d7 black knight · g7 black pawn · b6 black pawn · c6 black knight · d6 black bishop · e6 black pawn · g6 white pawn · c5 black pawn · d5 black pawn · e5 black pawn · h5 white queen · d4 white pawn · f4 white pawn · c3 white pawn · e3 white pawn · h3 white rook · a2 white pawn · b2 white pawn · d2 white knight · h2 white pawn · a1 white rook · c1 white bishop · g1 white king | a8 black rook · f8 black rook · g8 black king · a7 black pawn · b7 black bishop · c7 black queen · d7 black knight · g7 black pawn · b6 black pawn · c6 black knight · d6 black bishop · e6 black pawn · g6 white pawn · c5 black pawn · d5 black pawn · e5 black pawn · h5 white queen · d4 white pawn · f4 white pawn · c3 white pawn · e3 white pawn · h3 white rook · a2 white pawn · b2 white pawn · d2 white knight · h2 white pawn · a1 white rook · c1 white bishop · g1 white king | a8 black rook · f8 black rook · g8 black king · a7 black pawn · b7 black bishop · c7 black queen · d7 black knight · g7 black pawn · b6 black pawn · c6 black knight · d6 black bishop · e6 black pawn · g6 white pawn · c5 black pawn · d5 black pawn · e5 black pawn · h5 white queen · d4 white pawn · f4 white pawn · c3 white pawn · e3 white pawn · h3 white rook · a2 white pawn · b2 white pawn · d2 white knight · h2 white pawn · a1 white rook · c1 white bishop · g1 white king | a8 black rook · f8 black rook · g8 black king · a7 black pawn · b7 black bishop · c7 black queen · d7 black knight · g7 black pawn · b6 black pawn · c6 black knight · d6 black bishop · e6 black pawn · g6 white pawn · c5 black pawn · d5 black pawn · e5 black pawn · h5 white queen · d4 white pawn · f4 white pawn · c3 white pawn · e3 white pawn · h3 white rook · a2 white pawn · b2 white pawn · d2 white knight · h2 white pawn · a1 white rook · c1 white bishop · g1 white king | a8 black rook · f8 black rook · g8 black king · a7 black pawn · b7 black bishop · c7 black queen · d7 black knight · g7 black pawn · b6 black pawn · c6 black knight · d6 black bishop · e6 black pawn · g6 white pawn · c5 black pawn · d5 black pawn · e5 black pawn · h5 white queen · d4 white pawn · f4 white pawn · c3 white pawn · e3 white pawn · h3 white rook · a2 white pawn · b2 white pawn · d2 white knight · h2 white pawn · a1 white rook · c1 white bishop · g1 white king | a8 black rook · f8 black rook · g8 black king · a7 black pawn · b7 black bishop · c7 black queen · d7 black knight · g7 black pawn · b6 black pawn · c6 black knight · d6 black bishop · e6 black pawn · g6 white pawn · c5 black pawn · d5 black pawn · e5 black pawn · h5 white queen · d4 white pawn · f4 white pawn · c3 white pawn · e3 white pawn · h3 white rook · a2 white pawn · b2 white pawn · d2 white knight · h2 white pawn · a1 white rook · c1 white bishop · g1 white king | 2 |
| 1 | a8 black rook · f8 black rook · g8 black king · a7 black pawn · b7 black bishop · c7 black queen · d7 black knight · g7 black pawn · b6 black pawn · c6 black knight · d6 black bishop · e6 black pawn · g6 white pawn · c5 black pawn · d5 black pawn · e5 black pawn · h5 white queen · d4 white pawn · f4 white pawn · c3 white pawn · e3 white pawn · h3 white rook · a2 white pawn · b2 white pawn · d2 white knight · h2 white pawn · a1 white rook · c1 white bishop · g1 white king | a8 black rook · f8 black rook · g8 black king · a7 black pawn · b7 black bishop · c7 black queen · d7 black knight · g7 black pawn · b6 black pawn · c6 black knight · d6 black bishop · e6 black pawn · g6 white pawn · c5 black pawn · d5 black pawn · e5 black pawn · h5 white queen · d4 white pawn · f4 white pawn · c3 white pawn · e3 white pawn · h3 white rook · a2 white pawn · b2 white pawn · d2 white knight · h2 white pawn · a1 white rook · c1 white bishop · g1 white king | a8 black rook · f8 black rook · g8 black king · a7 black pawn · b7 black bishop · c7 black queen · d7 black knight · g7 black pawn · b6 black pawn · c6 black knight · d6 black bishop · e6 black pawn · g6 white pawn · c5 black pawn · d5 black pawn · e5 black pawn · h5 white queen · d4 white pawn · f4 white pawn · c3 white pawn · e3 white pawn · h3 white rook · a2 white pawn · b2 white pawn · d2 white knight · h2 white pawn · a1 white rook · c1 white bishop · g1 white king | a8 black rook · f8 black rook · g8 black king · a7 black pawn · b7 black bishop · c7 black queen · d7 black knight · g7 black pawn · b6 black pawn · c6 black knight · d6 black bishop · e6 black pawn · g6 white pawn · c5 black pawn · d5 black pawn · e5 black pawn · h5 white queen · d4 white pawn · f4 white pawn · c3 white pawn · e3 white pawn · h3 white rook · a2 white pawn · b2 white pawn · d2 white knight · h2 white pawn · a1 white rook · c1 white bishop · g1 white king | a8 black rook · f8 black rook · g8 black king · a7 black pawn · b7 black bishop · c7 black queen · d7 black knight · g7 black pawn · b6 black pawn · c6 black knight · d6 black bishop · e6 black pawn · g6 white pawn · c5 black pawn · d5 black pawn · e5 black pawn · h5 white queen · d4 white pawn · f4 white pawn · c3 white pawn · e3 white pawn · h3 white rook · a2 white pawn · b2 white pawn · d2 white knight · h2 white pawn · a1 white rook · c1 white bishop · g1 white king | a8 black rook · f8 black rook · g8 black king · a7 black pawn · b7 black bishop · c7 black queen · d7 black knight · g7 black pawn · b6 black pawn · c6 black knight · d6 black bishop · e6 black pawn · g6 white pawn · c5 black pawn · d5 black pawn · e5 black pawn · h5 white queen · d4 white pawn · f4 white pawn · c3 white pawn · e3 white pawn · h3 white rook · a2 white pawn · b2 white pawn · d2 white knight · h2 white pawn · a1 white rook · c1 white bishop · g1 white king | a8 black rook · f8 black rook · g8 black king · a7 black pawn · b7 black bishop · c7 black queen · d7 black knight · g7 black pawn · b6 black pawn · c6 black knight · d6 black bishop · e6 black pawn · g6 white pawn · c5 black pawn · d5 black pawn · e5 black pawn · h5 white queen · d4 white pawn · f4 white pawn · c3 white pawn · e3 white pawn · h3 white rook · a2 white pawn · b2 white pawn · d2 white knight · h2 white pawn · a1 white rook · c1 white bishop · g1 white king | a8 black rook · f8 black rook · g8 black king · a7 black pawn · b7 black bishop · c7 black queen · d7 black knight · g7 black pawn · b6 black pawn · c6 black knight · d6 black bishop · e6 black pawn · g6 white pawn · c5 black pawn · d5 black pawn · e5 black pawn · h5 white queen · d4 white pawn · f4 white pawn · c3 white pawn · e3 white pawn · h3 white rook · a2 white pawn · b2 white pawn · d2 white knight · h2 white pawn · a1 white rook · c1 white bishop · g1 white king | 1 |
|   | a | b | c | d | e | f | g | h |   |

Ова једноставна игра показује шта се деси када црни слабо брани.
1. д4 д5 2. ф4 Сф6 3. e3 e6 4. Сф3 ц5 5. ц3 Сц6 6. Лд3 Лд6 7. 0-0 0-0 8. Сбд2 б6 9. Сe5 Лб7 10. г4 Дц7 11. г5 Сд7 12. Л:х7+ K:х7 13. Дх5+ Kг8 14. Тф3 ф6 15. Тх3 ф:e5 16. г6  1-0